# Siedmiogóry
Siedmiogóry – część wsi Wypaleniska w Polsce, położona w województwie kujawsko-pomorskim, w powiecie bydgoskim, w gminie Solec Kujawski.
W latach 1975–1998 Siedmiogóry położone były w województwie bydgoskim.

## Położenie
Siedmiogóry położone są w Puszczy Bydgoskiej, tuż za wschodnią granicą obszaru administracyjnego miasta Bydgoszczy. Miejscowość znajduje się między linią kolejową nr 18 i ulicą Nowotoruńską na północy, a drogą krajową nr 10 na południu. Nazwa nawiązuje do urozmaiconego wysokościowo krajobrazu w strefie wydm śródlądowych kontrastujących z podmokłymi obniżeniami. Różnice wysokości sięgają około 30 m.

## Charakterystyka
Osada znajduje się na zalesionym terenie będącym mozaiką wydm śródlądowych z kulminacjami wysokościowymi (64 m n.p.m.) i obniżeń terenu (37 m n.p.m.). Wydmy paraboliczne kończą się od strony wschodniej wyraźną krawędzią nad niżej położonymi Makowiskami. Miejscowość od zachodu sąsiaduje z Żółwinem, od południa z Wypaleniskami, od wschodu z Makowiskami, a od północy z Plątnowem.
Przez Siedmiogóry przebiega  szlak „Puszczański” z Bydgoszczy-Łęgnowa na przełaj przez Puszczę Bydgoską do Gniewkowa.

## Historia
Rozwój osady wiąże się z powszechnym w tych okolicach osadnictwem olęderskim, a w XIX wieku także z kolonizacją niemiecką. Miejscowości nie oznaczono na mapie Schröttera (1796-1802), co świadczy o nieco późniejszej kolonizacji, niż okoliczne osady olęderskie.
Spis miejscowości rejencji bydgoskiej z 1833 r. podaje, że w kolonii Siedmiogóry mieszkało 44 osób (wszyscy ewangelicy) w 10 domach. Według opisu Jana Nepomucena Bobrowicza z 1846 r. była to kolonia osadnicza, należąca do miasta Solca. Kolejny spis z 1860 r. podaje, że we wsi Siedmiogóry (niem. Siebengebirgen) mieszkało 66 ewangelików w 10 domach. Dzieci z miejscowości uczęszczały do szkoły w Otorowie. Miejscowość należała do parafii katolickiej i ewangelickiej w Solcu.
Natomiast dla roku 1884 Słownik geograficzny Królestwa Polskiego podaje, że Siedmiogóry były osadą wiejską w powiecie bydgoskim, położoną 6 km na południowy zachód od Solca, przy Kolei Warszawsko-Bydgoskiej. Mieszkało tu 65 osób, wszyscy wyznania ewangelickiego w 10 domostwach. Powierzchnia wsi wynosiła 142 ha. Osada dawniej należała do miasta Solca.
W czasie II wojny światowej na zachód od wsi władze niemieckie zbudowały zamaskowany w Puszczy Bydgoskiej zakład produkcji materiałów wybuchowych DAG Fabrik Bromberg. Inwestycje budowlane objęły m.in. okoliczne drogi. Od podstaw wybudowano ulicę Nowotoruńską. Po wojnie infrastrukturę wykorzystano dla uruchomienia Zakładów Chemicznych Zachem. W latach 60. wybudowano południową obwodnicę Bydgoszczy, która sąsiaduje ze wsią od południa.
Po II wojnie światowej miejscowość, podobnie jak sąsiednie śródleśne osady (Żółwin, Łażyn, Wypaleniska) wyludniała się na rzecz bardziej atrakcyjnych osiedleńczo: Bydgoszczy i Solca Kujawskiego. Część terenu, zwłaszcza odkryte wydmy śródlądowe zalesiono.